# Andrzej Gwadera
Andrzej Adam Gwadera (ur. 20 kwietnia 1952 w Miedznej Murowanej) – generał brygady Wojska Polskiego w stanie spoczynku, dowódca 6 pułku zmechanizowanego (1992–1995), dowódca 2 Brygady Zmechanizowanej (1995–1996), były zastępca dowódcy 12 Dywizji Zmechanizowanej (2005–2012).

## Życiorys
Andrzej Gwadera urodził się 20 kwietnia 1952. W 1972 podjął studia jako podchorąży w Wyższej Szkole Oficerskiej Wojsk Pancernych w Poznaniu. Promowany w 1976 na podporucznika. Służbę zawodową rozpoczął jako dowódca plutonu czołgów, a następnie dowódca kompanii czołgów w 41 pułku zmechanizowanym w Szczecinie z 12 Dywizji Zmechanizowanej. W 1980 ukończył Wyższy Kurs Doskonalenia Oficerów w Centrum Doskonalenia Oficerów w Rembertowie, po ukończeniu którego objął stanowisko szefa sztabu batalionu czołgów 41 pułku zmechanizowanego w Szczecinie, a od września 1982 był dowódcą 4 kcz w 25 pułku czołgów 12 DZ. Od października 1984 do sierpnia 1987 studiował w Akademii Sztabu Generalnego WP (kierunek rozpoznanie) w Rembertowie. W 1987 powierzono mu funkcję starszego oficera operacyjnego w sztabie 20 Dywizji Pancernej w Szczecinku.
W latach 1988–1992 pełnił służbę w Kołobrzegu, gdzie był dowódcą 5 batalionu rozpoznawczego. We wrześniu 1992 został skierowany do Wałcza na stanowisko dowódcy 6 pułku zmechanizowanego, a od lipca 1995 objął funkcję dowódcy 2 Brygady Zmechanizowanej. W latach 1996–2001 był szefem szkolenia – zastępcy dowódcy 8 Dywizji Obrony Wybrzeża w Koszalinie. W 2001 ukończył Podyplomowe Studia Operacyjno-Strategiczne w Akademii Obrony Narodowej i został wyznaczony na stanowisko Szefa Oddziału Operacji Specjalnych w Generalnym Zarządzie Operacyjnym (P-3) Sztabu Generalnego Wojska Polskiego. 9 grudnia 2002 został skierowany do Słupska, gdzie został dowódcą 7 Brygady Obrony Wybrzeża.

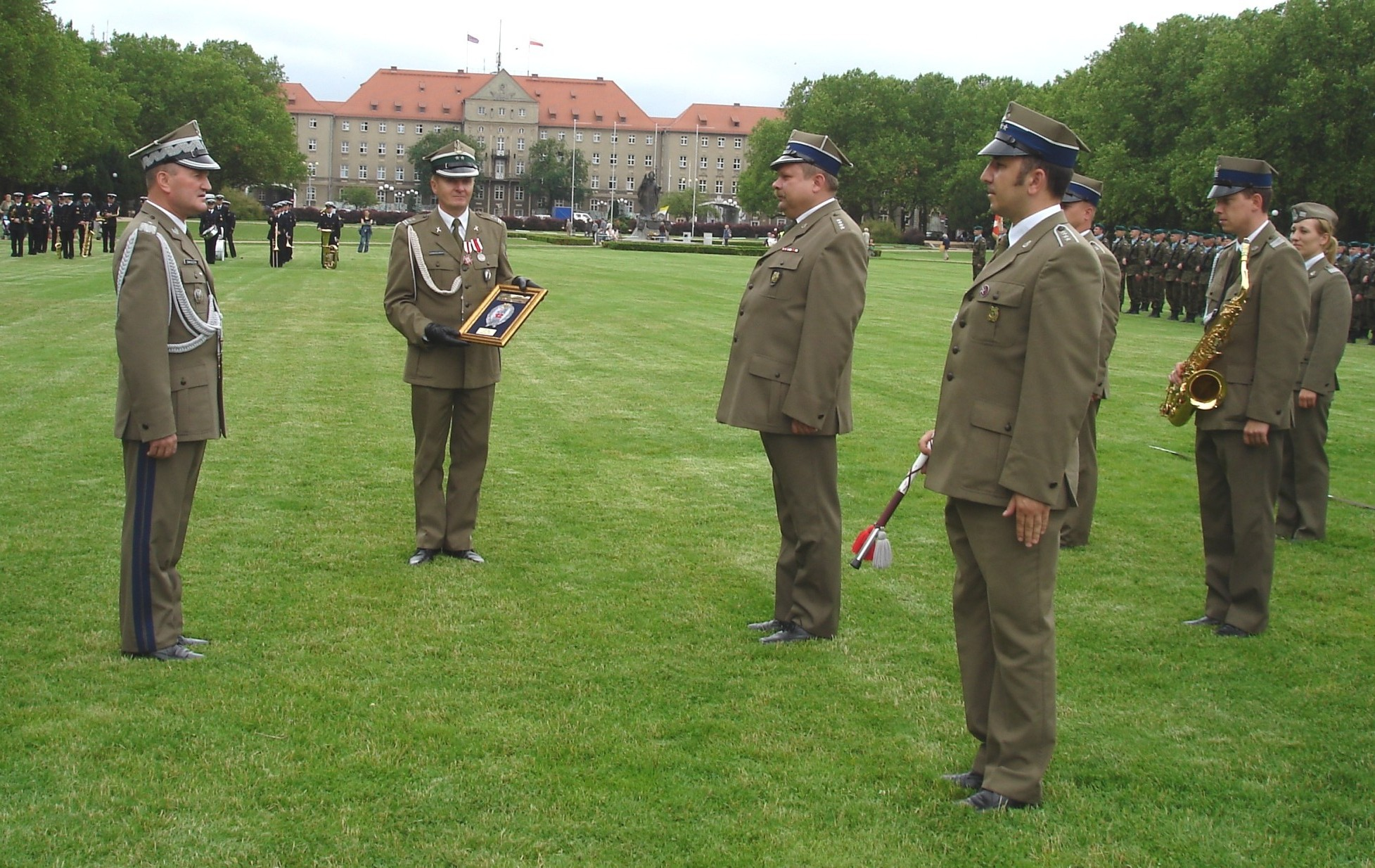
Wyróżnienie Orkiestry Garnizonowej

15 sierpnia 2004 awansowany na stopień generała brygady przez prezydenta Rzeczypospolitej Polskiej Aleksandra Kwaśniewskiego. 18 kwietnia 2005 na podstawie decyzji Ministra Obrony Narodowej z dnia 24 marca 2005 został wyznaczony do Szczecina na stanowisko zastępcy dowódcy 12 Szczecińskiej Dywizji Zmechanizowanej. W 2009, od kwietnia do lipca pełnił obowiązki dowódcy 12DZ. Z dniem 31 stycznia 2012 zakończył zawodową służbę wojskową. 26 stycznia 2012 w 12 Brygadzie Zmechanizowanej odbyło się jego pożegnanie.
15 sierpnia 2012 w związku z zakończeniem służby wojskowej został uhonorowany pamiątkowym ryngrafem przez prezydenta RP Bronisława Komorowskiego.

## Awanse
- podporucznik – 1976[1]

(...)
- generał brygady – 2004[11][5]

## Ordery, odznaczenia i wyróżnienia[1]
- Złoty Krzyż Zasługi – 2011[12]
- Złoty Medal „Siły Zbrojne w Służbie Ojczyzny”
- Złoty Medal „Za zasługi dla obronności kraju”
- Odznaka pamiątkowa 6 pułku zmechanizowanego – 1992 ex officio
- Odznaka pamiątkowa 2 Brygady Zmechanizowananej – 1995 ex officio
- Odznaka pamiątkowa 7 Brygady Obrony Wybrzeża – 2002 ex officio
- Honorowy Pierścień Podoficerów 12 SDZ[8]